# Die Liebe ein Traum
Die Liebe ein Traum ist ein deutsch-österreichischer Liebesfilm aus dem Jahr 2008. Der Fernsehfilm wurde am 11. September 2008 zum ersten Mal in der ARD ausgestrahlt und wurde dabei von 3,11 Millionen Zuschauern gesehen.

## Handlung
Die Japanologie-Studentin Anna Kofler und der Architektur-Student Max Lessing sind füreinander bestimmt. Doch obwohl beide eine Leidenschaft füreinander pflegen, kommen sie irgendwie nie richtig zusammen. Noch während des Studiums entscheidet sich die chaotische Anna gegen eine gemeinsame Beziehung für die Karriere und absolviert ein Auslandspraktikum in Japan. Beide verlieren sich aus den Augen. Etwa fünf Jahre später treffen sie sich ein zweites Mal wieder. Dieses Mal bittet Anna ihn, sie nach New York City zu begleiten, wo sie einen Job hat. Doch Max kann nicht. Und so treffen sie sich vereinzelt über die Jahre wieder und müssen trotz alter Gefühle immer wieder erleben, wie ein Zusammenkommen scheitert – bis Max eine Einladung zu Annas Hochzeit erhält.

## Kritiken
„Vor ausgesucht schönen Kulissen spielende, betont romantische (Fernseh-)Komödie um die große Liebe.“

„Aus dieser eher typisch klingenden Beziehungsgeschichte nach dem Drehbuch von Stefan Rogall […] drehte Regisseur und Kameramann Xaver Schwarzenberger eine gute Mischung aus Melodram und witziger Farce um Liebesirrungen und -wirrungen“

„An der Uni werden Max (Fitz) und Anna (Dvorak) ein Paar. Dann verlässt sie ihn für ein Stipendium in Japan. So schleppt sich eine zehn Jahre währende Story dahin, die in Rückblenden erzählt und mit banalsten Erkenntnissen gespickt wird. Warum die beiden einfach nicht zueinanderkommen, bleibt nach gefühlten drei Stunden nicht nur ihnen selbst schleierhaft.“